# فینال جام در جام اروپا ۱۹۷۸
فینال جام در جام اروپا ۱۹۷۸، رقابت پایانی جام در جام اروپا در سال ۱۹۷۸ میلادی است که مابین دو تیم باشگاه فوتبال اندرلشت و باشگاه فوتبال آستریاوین برگزار شده‌است.
این مسابقه که در تاریخ ۳ مه ۱۹۷۸ انجام شده‌است با نتیجه ۴ بر ۰ به سود تیم باشگاه فوتبال اندرلشت به پایان رسید.